# Suzuki Splash
Suzuki Splash – miejski samochód segmentu A produkowany w Magyar Suzuki Corporation, gdzie obecnie wytwarzane są modele Swift, SX4 i Ignis.
Suzuki w tej fabryce produkowało również drugą generację modelu Agila dla Opla. Oba samochody były produkowane w oparciu o tę samą technologię. Główne różnice pomiędzy modelami dotyczą stylizacji przodu (maska, błotniki, reflektory i zderzak) oraz tyłu (klapa bagażnika, tylne światła, zderzak). Roczna sprzedaż dla modelu Splash w Europie wynosiła około 60000 sztuk.
W marcu 2014 roku zaprezentowano nowy miejski model Celerio, który do sprzedaży wszedł na początku 2015 roku i zastąpił jednocześnie Splasha i europejską wersję modelu Alto. Mariaż Opla z Suzuki jednocześnie przeszedł do historii, gdyż bliźniaczy model Agila został zastąpiony niespokrewnionym z Suzuki modelem.

## Wprowadzenie na rynek
Debiut obu modeli miał miejsce podczas trwania Salonu Samochodowego we Frankfurcie, w Niemczech. Dzięki temu modelowi Suzuki Motor Corporation (SMC) chciało zwiększyć udział rynkowy marki na stale rozwijającym się europejskim rynku.

## Silniki
Splash dostępny był z dwoma silnikami benzynowymi:
1,0 l, trzycylindrowy, 12V, o mocy 48 kW (65 KM)
1,2 l, czterocylindrowy, 16V, o mocy 63 kW (86 KM).
Silniki benzynowe zostały zaprojektowane przez Suzuki Motor Corporation jako jednostki nowej generacji, natomiast silnik wysokoprężny produkowany był w zakładach Suzuki w Indiach na licencji udzielonej przez GM Powertrain Europe.

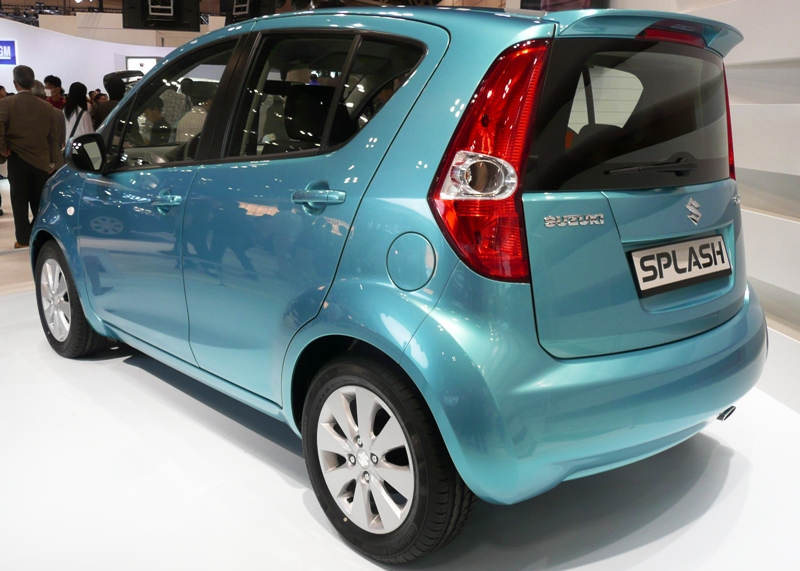
Widok z tyłu
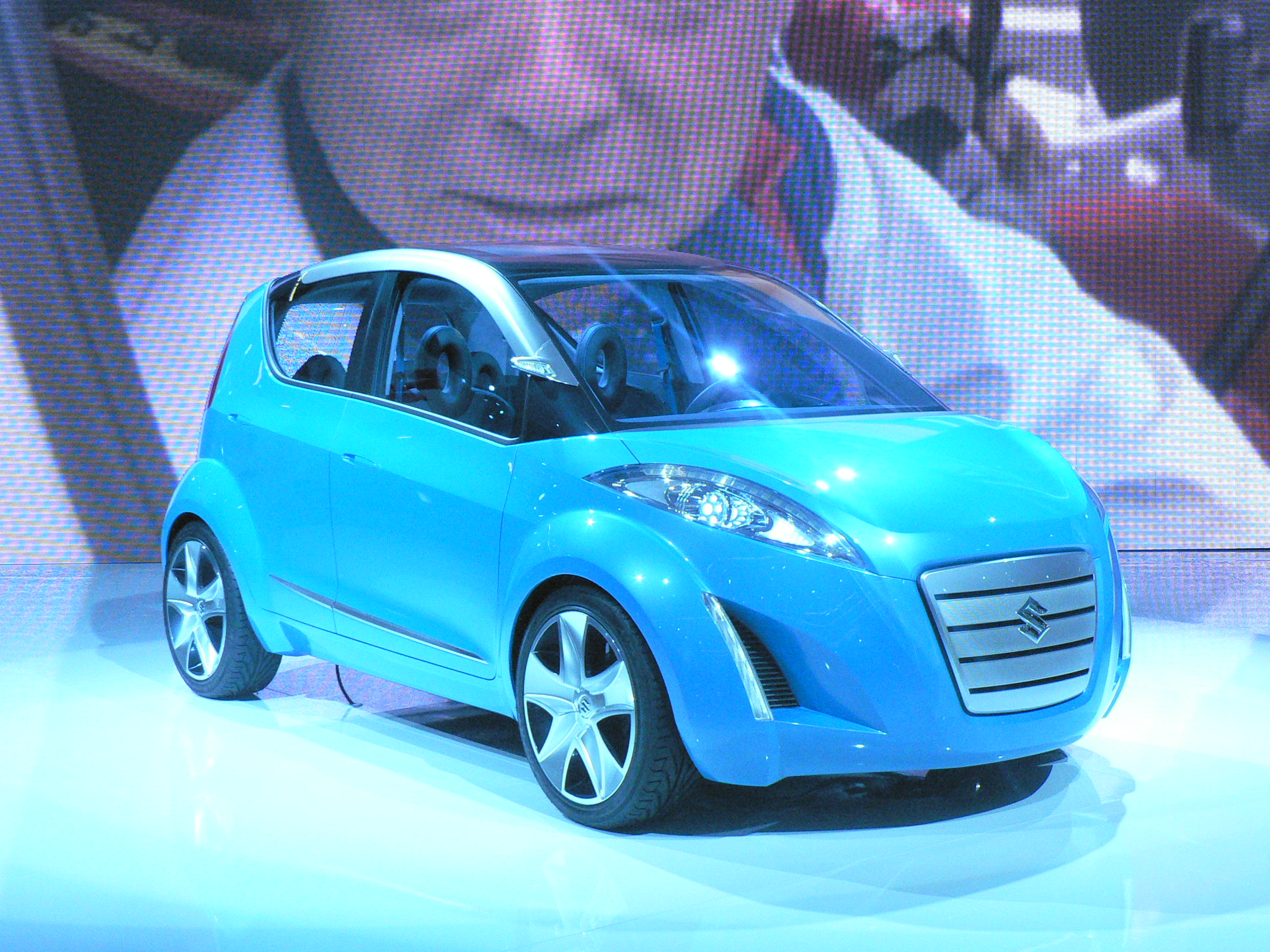
Model koncepcyjny